# Herb Żywca

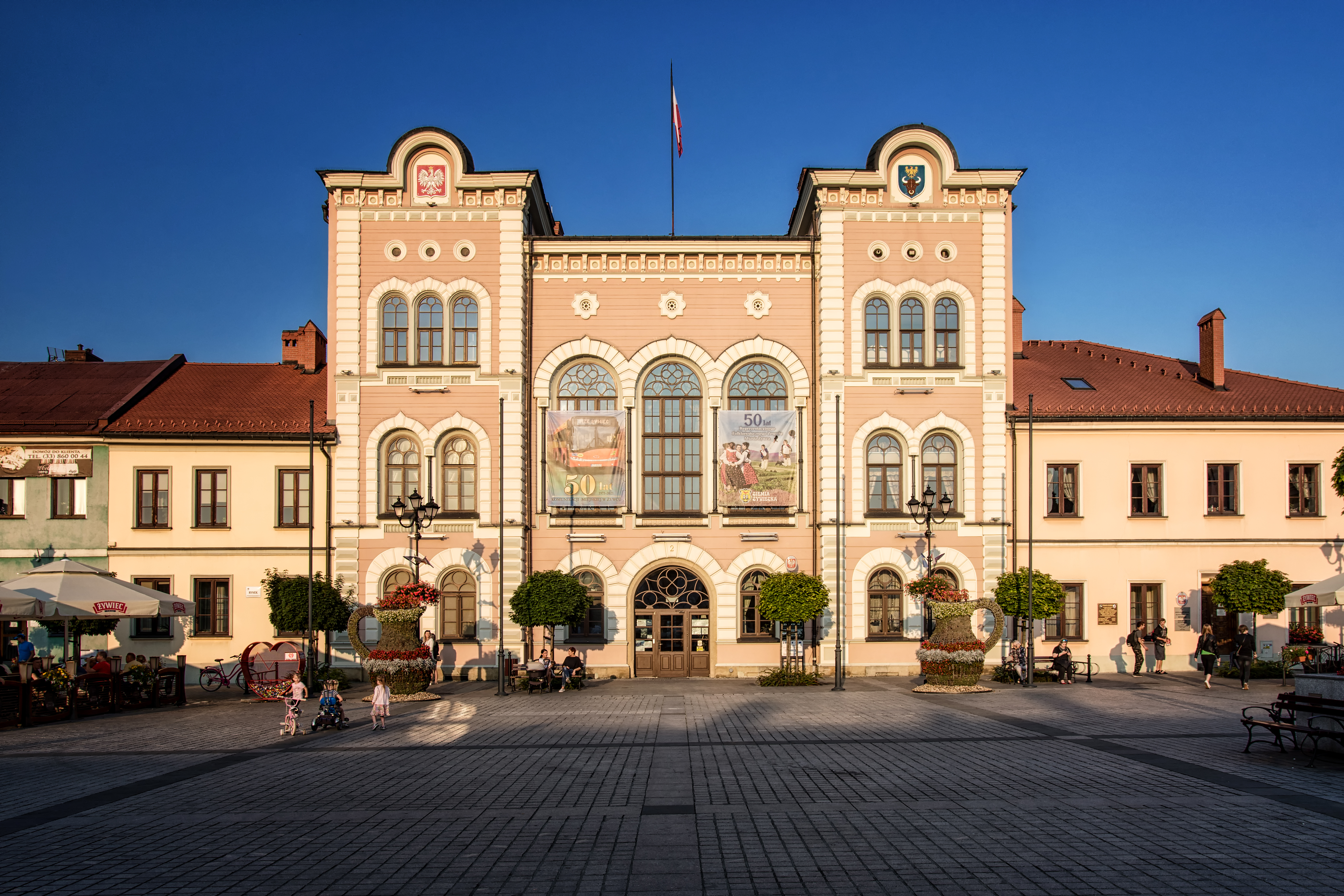
Żywiecki ratusz (2021); na elewacji naniesiony herb miasta w wersji z 2000 roku

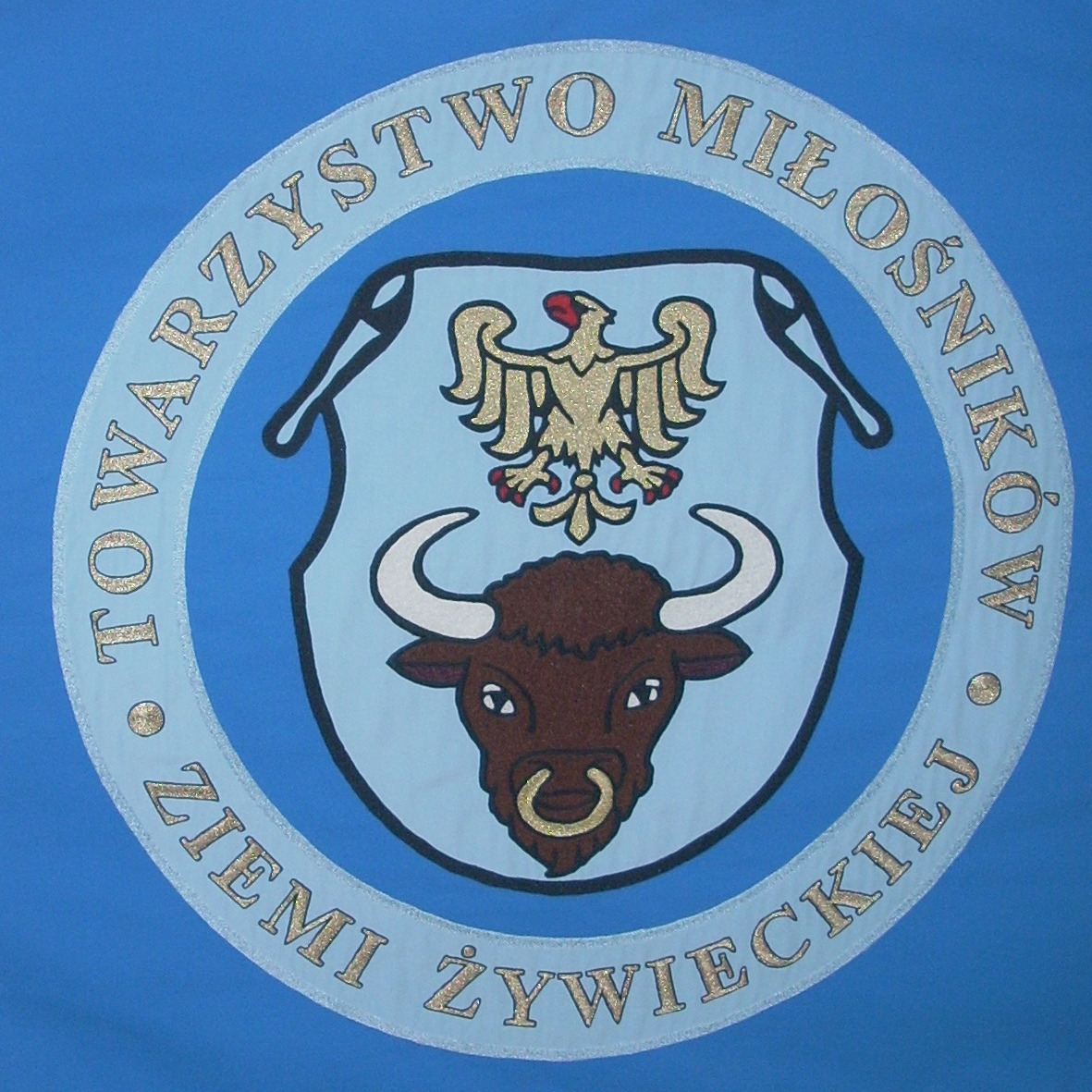
Stylizowany herb miasta na sztandarze Towarzystwa Miłośników Ziemi Żywieckiej

wariant herbu oparty na usuniętym zapisie Statutu z 2000 roku

Herb Żywca – jeden z symboli miasta Żywiec.

## Wygląd i symbolika
Zgodnie z ostatnim oficjalnym opisem, zawartym w unieważnionym później ustępie statutu miasta z 2000, herb przedstawiał się następująco: wizerunek głowy żubra barwy naturalnej z pierścieniem złotym w nozdrzach, nad głową orzeł złoty bez korony zwrócony w prawo z dziobem, językiem i szponami czerwonymi umieszczonymi na błękitnej tarczy.

## Historia
Herb został ustanowiony około 1400 r. za panowania księcia oświęcimskiego. Najprawdopodobniej miało to miejsce między rokiem 1400 a 1406. Według legendy spisanej przez kronikarza Andrzeja Komonieckiego żywy żubr z okolic Międzybrodzia został ofiarowany księciu oświęcimskiemu Przemysławowi. W podziękowaniu za ten dar książę nadał miastu herb: głowę żubra z przewleczonym przez nozdrza kolcem i godło księcia oświęcimskiego (złoty orzeł – przejęty z herbu księstwa cieszyńskiego). Inna tradycja wiąże się z przekazem Jana Długosza, który interpretował symbol tura jako uosobienie pogańskiej bogini Żywii.
W Dziejopisie Żywieckim pióra Komonieckiego znajduje się wierszowany opis herbu Żywca:

Żywiec zaś żubrzą głowę / orła między rogi / Takie książęta tych miast, / dały klejnot drogi

Po włączeniu Żywiecczyzny do Królestwa Polskiego w XV wieku najprawdopodobniej zmodyfikowano herb miasta, podmieniając złotego orła książąt oświęcimskich na orła białego. Najstarsze zachowane pieczęcie z wizerunkiem herbu Żywca pochodzą z okresu rządów Jana Kazimierza. W zbiorach Muzeum w Żywcu przechowywane są pieczęcie z wizerunkiem herbu pochodzące z XVII i XVIII wieku.
Po rozbiorach cesarz austriacki Franciszek II wydał przywilej dla miasta Żywca, w którym między innymi opisał wygląd herbu:

Ma mieć miasto Żywiec vel Saybusch własny swój herb jako to na Modrym Polu jednego roztopierzonego Orła z złotą koroną, pod nim w kształcie naturalności Głowa Wołowa mając przez nos przeciągnioną złotą obrączkę, z tym opisem SIGILLUM CIVITATIS ZYWIEC vel SAYBUSCH

Opis ten zakładał pewne zmiany wizerunku i symboliki herbu; orzeł otrzymywał koronę, zaś heraldycznego żubra podmieniono, przynajmniej symbolicznie, na wołu. Na niektórych wizerunkach z czasów zaborów na piersi orła bądź wokół godła umieszczano herby Habsburgów. Ponadto widoczna była tendencja do przedstawiania orła w rozmiarach o wiele większych niż wół. Pod koniec XIX wieku, wraz ze wzrostem świadomości narodowej i rozwojem autonomii, zaczęto w niektórych wypadkach zastępować błękitne pole herbowe czerwonym.
Po odzyskaniu niepodległości w 1918 zmieniono projekt pieczęci magistratu, wprowadzając nań napis Magistrat Królewsko Wolnego Miasta Żywca. Wizerunek wołu ponownie zastąpiono żubrem. Zmiany w symbolice wprowadzono też w herbie miasta; w 1939 wariant z orłem śląskim i głową żubra na błękitnym polu został zatwierdzony. Po II wojnie światowej postanowiono pozostać przy przedwojennej formie herbu.
Wizerunek herbu Żywca został sprecyzowany w części pierwszej statutu miasta uchwalonego w 2000. Wówczas skłoniono się ku wersji herbu, w której orzeł ma czerwone dziób, język i pazury. W latach następnych fragment opisujący herb miasta został wykreślony ze statutu, a na oficjalnej witrynie miasta posługiwano się dwoma różnymi wariantami: z orłem złotym z elementami czerwonymi i z orłem w całości złotym.